# Hlib Łonczyna
Hlib Łonczyna, właśc. Borys Światosław Łonczyna (ur. 23 lutego 1954) – duchowny greckokatolicki, eparcha Świętej Rodziny w Londynie w latach 2013–2019.

## Życiorys
Święcenia kapłańskie przyjął 3 czerwca 1977 w zakonie studytów. Pracował m.in. w Passaic, w seminarium w Rudnie oraz we Lwowie. W latach 2000–2002 współpracował z nuncjaturą apostolską na Ukrainie.
11 stycznia 2002 został mianowany biskupem pomocniczym archieparchii lwowskiej i biskupem tytularnym Barety. Chirotonii biskupiej udzielił mu 27 lutego tegoż roku kard. Lubomyr Huzar.
Od 2003 pełnił kolejno funkcję: prokuratora w Rzymie dla arcybiskupstwa większego Kijowa i Halicza (2003–2007), biskupa kurialnego arcybiskupstwa większego Kijowa i Halicza (2007–2009), administratora apostolskiego greckokatolickiego egzarchatu w Wielkiej Brytanii (2009–2011) i egzarchy tego egzarchatu (2011–2013). 18 stycznia 2013 po podniesieniu egzarchatu do rangi eparchii został jej pierwszym ordynariuszem. 1 września 2019 zrezygnował z urzędu.